# Win32s
Win32s는 마이크로소프트 윈도우 윈도우 3.11 운영 체제를 위한 32비트 응용 프로그램 런타임 환경이다. 성크(thunk)를 이용하여 일부 32비트 응용 프로그램을 16비트 운영 체제에서 동작할 수 있게 하였다.

## 개념과 특징
Win32s는 윈도우 NT 초기 버전에 존재하였으며 Win32 윈도우 API의 일부 기능으로 고안되었다.
Win32s의 "s"는 subset(하부 집합)의 앞글자를 딴 것이며 Win32s는 스레드, 비동기 입출력, 더 새로워진 직렬 포트 기능 및 수많은 GDI 확장을 포함한 윈도우 NT의 수많은 기능이 제거되었다. 이는 Win32s 플랫폼에 특별하게 맞춰 만들어진 Wn32s 응용 프로그램에 제한 받는다는 것을 뜻한다. 그러나 마이크로소프트 3D 핀볼과 윈도우 95 계산기를 포함한 일부 표준 Win32 프로그램들은 올바르게 동작한다.

## 위치
Win32s는 웹 검색 엔진을 통해 찾을 수 있다. PW1118.EXE는 일반적인 설치 프로그램으로 이용한다. Win32s는 일부 초기 Win32 프로그램들에 포함되어 있기도 하다.